# میویل (نیویورک)
میویل (به انگلیسی: Mayville) یک روستا در ایالات متحده آمریکا است که در شهرستان چاتاکوآ، نیویورک واقع شده‌است. میویل ۵٫۲ کیلومتر مربع مساحت و ۱٬۷۱۱ نفر جمعیت دارد و ۴۴۳ متر بالاتر از سطح دریا واقع شده‌است.